# Battaglia di Vögelinsegg
La battaglia di Vögelinsegg (in tedesco Schlacht bei Vögelinsegg) fu uno scontro armato avvenuto il 15 maggio 1403 presso Vögelinsegg tra le forze di Appenzello e l'esercito dell'abate di San Gallo e i suoi alleati, nell'ambito delle Guerre di Appenzello. La battaglia si concluse con la vittoria degli Appenzellesi.

## La battaglia

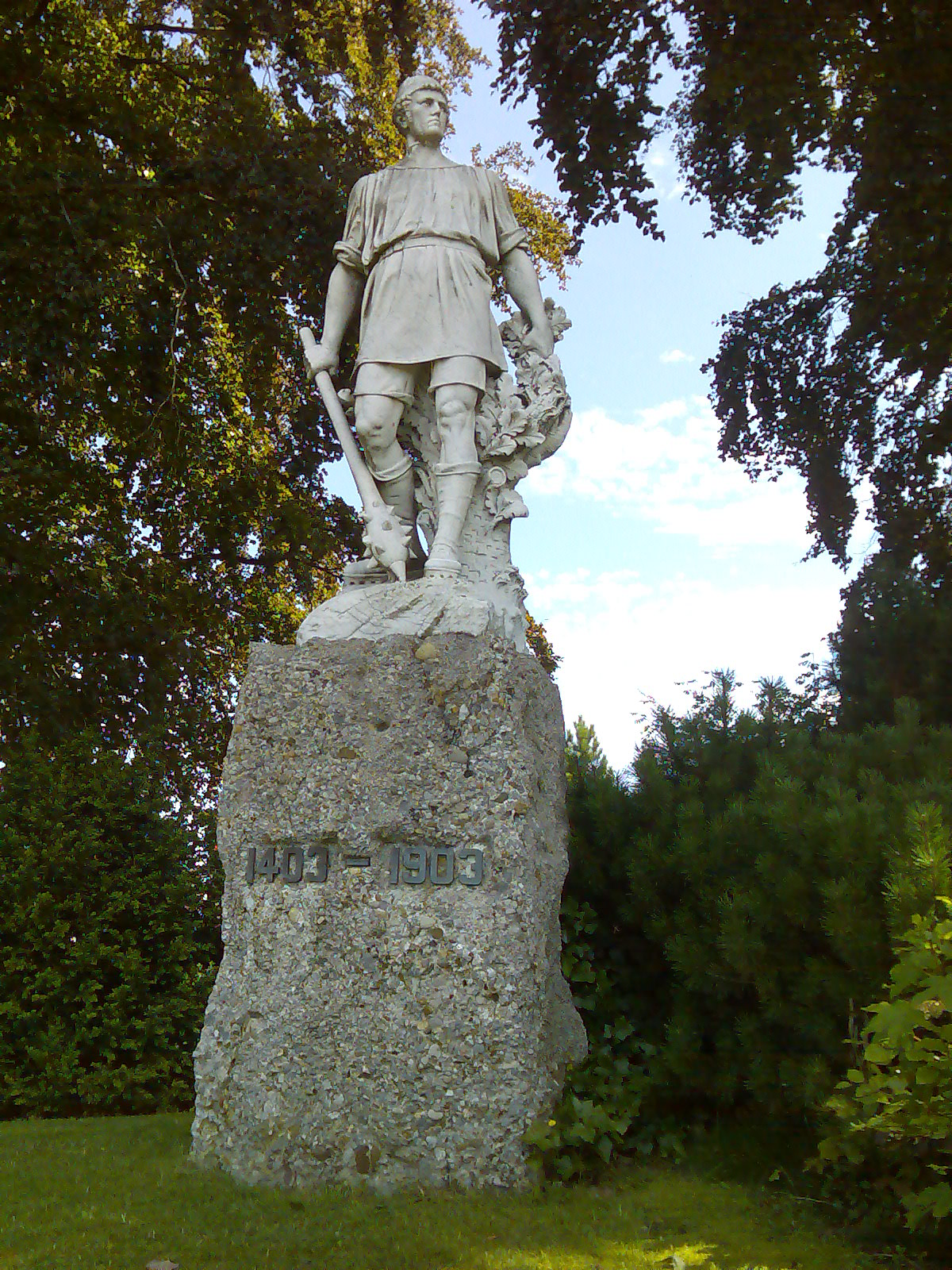
Monumento commemorativo della battaglia

Lo scontro si svolse nell'area tra Speicher e San Gallo, nel contesto delle Guerre di Appenzello. Si fronteggiarono l'esercito appenzellese, guidato da condottieri svittesi, e gli eserciti dell'abate di San Gallo e delle bodaniche, tra cui San Gallo.
L'esercito di cavalieri dell'Abate e dei suoi alleati si sarebbe trovato in una condizione di superiorità in campo aperto, ma a Vögelinsegg una Letzi ne limitò la libertà di movimento. Un'imboscata preparata da esploratori, tra cui anche delle donne, scatenò il panico tra i cavalieri: la fanteria datasi alla fuga fu annientata durante l'inseguimento. Gli Appenzellesi, che catturarono quattro vessilli delle città, lamentarono solo pochi caduti, otto secondo l'obituario, mentre i nemici contarono circa 300 vittime. In seguito la città di San Gallo si alleò con gli Appenzellesi.